# Бурури (провинция)
Бурури (рунди Bururi) — одна из 18 провинций Бурунди. Находится на юго-западе страны. Площадь — 2465 км², население 574 013 человек.
Административный центр — город Бурури.

## География
На севере граничит с провинциями Бужумбура-Рураль и Мваро, на северо-востоке — с провинцией Гитега, на востоке с провинцией Рутана, на юге — с провинцией Макамба, на западе — с провинцией Румонге.

## Административное деление
Бурури делится на 9 коммун:
- Burambi
- Matana
- Mugamba
- Rutovu
- Songa
- Vyanda

## Уроженцы
- Сиприен Мбонимпа
- Артемон Симбанание